# Thành Thái
Thành Thái (chữ Hán: 成泰) was de opvolger van keizer Dong Khanh en de 10e keizer van de Nguyen dynastie. Hij regeerde van 1 februari 1889 tot 3 september 1907 en zijn regeernaam gold van 1 februari 1889 tot 5 september 1907.